# Melitaea nadezhdae
Melitaea nadezhdae är en fjärilsart som beskrevs av Leo Andrejewitsch Sheljuzhko 1912. Melitaea nadezhdae ingår i släktet Melitaea och familjen praktfjärilar. Inga underarter finns listade i Catalogue of Life.